# Lijst van politieke partijen in Madagaskar
Dit is een lijst van politieke partijen in Madagaskar.

## Politieke partijen
| Naam partij                                                              | Afkorting | Vertaling |
| ------------------------------------------------------------------------ | --------- | --- |
| Parti Social Démocratique du Madagascar                                  | PSD       | Sociaal Democratische Partij van Madagaskar                                                                       |
| Front National pour la Défense de la Révolution                          | FNDR      | Front voor de Verdediging van de Revolutie                                                                        |
| Action pour la Renaissance de Madagascar                                 | AREMA     | Malagaskaanse Revolutionaire Voorhoede, onderdeel van het FNDR, socialistisch/links-liberaal/christendemocratisch |
| Tiako i Magasikara                                                       | TIM       | I Houd van Madagaskar Partij, centrumlinks                                                                        |
| Asa Vita no Imfampitsarana                                               | AVI       | Beoordeeld over je Werk, reformistisch                                                                            |
| Comité pour le Soutien de la Démocratie et du Developpement à Madagascar | CSDDM     | Ondersteuning van de Democratie en de Ontwikkeling van Madagaskar                                                 |
| Union Nationale pour le Développement et la Démocratie                   | UNDD      | Unie voor de Ontwikkeling van de Democratie                                                                       |
| Isandra Mivoatsa                                                         |           | |